# Hakenrichter
Hakenrichter waren zwischen 1700 und 1900 in Estland Bezirksrichter, die auch als Vogt oder Dorfrichter bezeichnet werden können.

## Wortherkunft
Die Wortherkunft Hakenrichter geht auf das Flächenmaß Haken zurück.

„Im Mittelalter ursprünglich ein Landstück, das ein Bauer mit einem Pferd, dem Hakenpflug und der Egge bestellte, später topographisches Landmaß, in den einzelnen Landschaften verschieden, schließlich Besteuerungsgrundlage der Güter. In Liv- und Estland wurde zu schwedischer Zeit (1602) der Haken nach den Leistungen der Bauern an die Güter berechnet: ein Bauernhof, der mit zwei Pferden an sechs Tagen in der Woche front und Äcker von 108 Tonnstellen sowie 72 Tonnstellen Buschland hat. Der Hakenwert wurde mit 60 Reichsthalern angenommen. Die Hakengröße des Bauernhofs wurde errechnet, indem der Reinertrag durch 60 geteilt wurde. Hiernach war der Haken „kein Flächenmaß mehr, sondern ein die Quantität und die Qualität des landwirtschaftlich genutzten Bodens gleicherweise berücksichtigender Maßstab für die Belastungsfähigkeit des bäuerlichen Landes mit gutsherrlichen Diensten und Abgaben einerseits, mit staatlichen Auflagen andererseits“ (Tobien). Die schwedische Landschätzung hatte die Wiesen und das Gartenland nicht berücksichtigt, sondern angenommen, daß dieses dem Nutzwert des extraordinären → Gehorch entspreche. Die BVO 1804 bezog Gärten und Wiesen ein und erhöhte den Hakenwert auf 80 Rthl. Für die extraordinären Hilfsdienste wurde eine besondere Taxe geschaffen. Durch die Agrarreformen von 1816/19 und 1860 verlor das Hakensystem seine Bedeutung. In Kurland wurde das schwedische System 1717 übernommen, insbesondere für die Bemessung des → Roßdienst (l Reiter auf 20 H.) und der Landesabgaben. Die dafür erforderliche Neukatastrierung war jedoch bis zur Unterwerfung unter Rußland (1796) nicht abgeschlossen. Der Roßdiensthaken sollte einen Wert von 80000 Gulden oder 26666 2/3 Rthl. Albertus haben. Im 19. Jh. wurde als Haken ein zur → Adelsfahne gehörendes Gut gerechnet, für das in der → Seelenrevision 264 Seelen verzeichnet waren; es entsprach einem Willigungskapital von 16800 Rubeln oder 40000 fl. Alb.“

## Wahl, Funktion und Aufgabenbereiche
Das Hakengericht in den Gebieten von Livland, Estland und Kurland war die unterste Instanz der Polizeiverwaltung sowie der Gerichtsbarkeit, sie geht auf das 15. Jahrhundert zurück. Der für einen bestimmten Bezirk eingesetzte Hakenrichter hatte die Entscheidungen über die Ansprüche auf sogenannte Läuflinge durchzusetzen. Nur in Estland hielt sich die Bezeichnung Hakenrichter, während in Livland entsprechende Beamte als Ordnungsrichter und in Kurland die Hauptmannsrichter eingesetzt wurden. Sie wurden von der livländischen, estländischen und kurländischen Ritterschaft für den Zeitraum von drei Jahren gewählt und durch das Oberlandgericht des Gouvernements vereidigt. Das Amt des Hakenrichters war ein Ehrenamt zu ihren gerichtlichen Aufgaben gehörten weitere umfangreiche Tätigkeiten, hierzu zählten Aufgaben der polizeilichen Aufsicht, Sicherheitsaufgaben, Erhaltung der öffentlichen Ordnung und Wohlfahrtsbelange. Sie fungierten als Untersuchungsrichter, sicherten Nachlässe, Grenzzeichen setzen und die Gestellung der Rekruten überwachen.
Zu ihren weiteren Zuständigkeiten zählten allgemeine Vollstreckungsaufgaben, in der russischen Zeit war der Hakenrichter auch Chef der Kreispolizei und übte die Dienstaufsicht über die Guts- und Gemeindepolizei aus. In Bezug auf Gerichtsverfahren konnten die Hakenrichter als Beisitzer an dem Niederlandgericht. Es stand den Hakenrichtern frei in besonders gelagerten Fällen zwei adlige Gutsbesitzer zur Beurteilung einer Sache hinzuzuziehen. Der Streitwert, den die Hakenrichter verhandeln konnten, lag bei 15 Rubel. Die Hakenrichter entschieden jeweils im summarischen Verfahren.

## Bezirke der Hakenrichter
Die ersten Hakenrichter-Bezirke in Estland waren die Kreise Harjumaa und Virumaa (Wierland). Später folgten die Kreise Järvamaa und Läänemaa. Die Anzahl der Hakenrichter, die aus dem Adligenstand kommen mussten, erhöhte sich ab 1798 in den vier Kreisen Estlands auf elf, es bestanden folgende richterliche Bezirke:
- Allentakscher Hakenrichter (1802–1888)
- Ost-Harrischer Hakenrichter (1656–1884)
- Süd-Harrischer Hakenrichter (1797–1889)
- West-Harrischer Hakenrichter
- Ost-Jerwenscher Hakenrichter (1800–1886)
- Süd-Jerwenscher Hakenrichter (1824–1828)
- Land-Wiekscher Hakenrichter (1700–1889)
- Strand-Wiekscher Hakenrichter (1712–1889)
- Strand-Wierländer (Ranna) Hakenrichter (1712–1889)
- Land-Wierländer (Virumaa) Hakenrichter (1807–1888)

und
- Insular-Wiekscher Hakenrichter (1763–1886).